# Инквизитор
Инквизиторът е длъжността на всеки един от тримата съдии на Инквизиционния трибунал, създаден за противодействие на религиозните ереси от Испанската инквизиция.
Водачът на Генералната асамблея на Испанските инквизитори носи титлата Велик инквизитор.